# Céline Spector
Céline Spector, née le 11 novembre 1972, est une philosophe française, enseignante et spécialiste de philosophie politique, du droit, des Lumières et des questions de démocratie européenne.

## Biographie
Née le 11 novembre 1972, Céline Spector est ancienne élève de l’École normale supérieure (1991), et agrégée de philosophie (1994),. Elle soutient en 2000 une thèse à l'université Paris-Nanterre intitulée "Économie et politique dans l’œuvre de Montesquieu", puis, en 2010, une habilitation à diriger des recherches "La politique des Lumières et son héritage".
Maître de conférences, puis professeure à l'université Bordeaux-Montaigne, elle est nommée en 2016 à l'université Paris-Sorbonne.
À côté de son enseignement en histoire de la philosophie politique (Machiavel, Hobbes, Montesquieu, Rousseau), elle est membre du conseil scientifique de l'Union des fédéralistes européens et s'intéresse particulièrement à l'Union européenne,.Elle est à ce titre invitée dans les médias,.
En 2024, elle reçoit la Médaille d'argent du CNRS.

## Publications
- Montesquieu, Les Lettres persanes. De l'anthropologie à la politique, Paris, P.U.F., "Philosophies", 1997[14].
- Le Pouvoir, Anthologie de textes philosophiques introduits et présentés, Paris, GF-Flammarion, "Corpus", 1997.
- Montesquieu. Pouvoirs, richesses et sociétés, PUF, 2004, 396 p. (ISBN 978-2-1305-2935-4)
- Montesquieu et l’émergence de l’économie politique, Honoré Champion, 2006, 198 p. (ISBN 978-2-7453-1378-2)[15] Prix Léon Faucher de l’Académie des sciences morales et politiques en 2006[16].
- Montesquieu. Liberté, droit et histoire, Michalon, 2010, 310 p. (ISBN 978-2-84186-522-2)[17]
- Au prisme de Rousseau : usages politiques contemporains, Voltaire Foundation, Oxford, 2011[18]
- C'est quoi l'Europe ?, Gallimard Jeunesse, 2014, 80 p.[19]
- Rousseau. Les paradoxes de l’autonomie démocratique, Michalon, 2015, 121 p. (ISBN 978-2-84186-792-9)
- Éloges de l’injustice. La philosophie face à la déraison, Seuil, 2016, 232 p. (ISBN 978-2-02-119065-6)[20],[21],[22],[23]
- No demos ? Souveraineté et démocratie à l’épreuve de l’Europe, Seuil, coll. « L’ordre philosophique », 2021, 424 p. (ISBN 978-2-02-144814-6)[24],[25],[26]
- Émile. Rousseau et la morale expérimentale, Vrin, 2022, 366 p. (ISBN 978-2-7116-3075-2)

## Prix et distinctions
- Lauréate de la Fondation Thiers, 2000-2001[6].
- Prix « Léon Faucher » de l’Académie des Sciences Morales et Politiques, décerné à "Montesquieu et l’émergence de l’économie politique", Paris, Champion, 2006[17].
- Lauréate de la Fondation Mellon (Université de Chicago), 2010.
- Prix de l’Académie Montesquieu décerné à "Montesquieu. Liberté, droit et Histoire" (Paris, Michalon, 2010).